# Combat de Montmesly
Guerre franco-prussienne
Siège de Paris
Batailles
- Chronologie de la guerre franco-prussienne de 1870
- Sarrebruck (08-1870)
- Wissembourg (08-1870)
- Forbach-Spicheren (08-1870)
- Wœrth (08-1870)
- Bitche (08-1870)
- Phalsbourg (08-1870)
- Borny-Colombey (08-1870)
- Strasbourg (08-1870)
- Mars-la-Tour (08-1870)
- Toul (08-1870)
- Gravelotte (08-1870)
- Metz (08-1870)
- Nouart (08-1870)
- Beaumont (08-1870)
- Noisseville (08-1870)
- Sedan (08-1870)
- Montmédy (09-1870)
- Soissons (09-1870)
- Siège de Paris et chronologie du siège (09-1870)
- Nompatelize (10-1870)
- Bellevue (10-1870)
- Châtillon (10-1870
- Châteaudun (10-1870)
- Buzenval (10-1870)
- Bourget (10-1870)
- Dijon (10-1870)
- Belfort (11-1870)
- La Fère (11-1870)
- Langres (11-1870)
- Bouvet et Meteor (navale) (11-1870)
- Coulmiers (11-1870)
- Thionville (11-1870)
- Châtillon-sur-Seine (11-1870)
- Villers-Bretonneux (11-1870)
- Beaune-la-Rolande (11-1870)
- Champigny (11-1870)
- Orléans (12-1870)
- Loigny (12-1870)
- Châteauneuf (12-1870)
- Beaugency (12-1870)
- Longeau (12-1870)
- l’Hallue (12-1870)
- Siège de Péronne (1871)
- Bapaume (01-1871)
- Villersexel (01-1871)
- Le Mans (01-1871)
- Héricourt (01-1871)
- Saint-Quentin (01-1871)
- Buzenval (01-1871)

Le combat de Montmesly eut lieu le 17 septembre 1870, pendant la guerre franco-prussienne. Les troupes françaises sous les ordres du général d'Exéa se heurtèrent aux troupes du 13e corps allemand.

## Préambule
Le 17 septembre, les Ve et VIe corps allemands ainsi que le IIe corps bavarois reprennent leur marche, couverts sur les flancs par les 2e et 4e divisions de cavalerie allemandes en direction de Villeneuve-Saint-Georges.
Le Ve corps qui marchait au centre avait pour mission spéciale de protéger l'établissement d'un pont à Villeneuve-Saint-Georges puis de faire franchir la Seine à une partie de ses troupes et de cantonner sur les deux rives aux environs de ce point.
Dans la matinée, la 17e brigade vint, en avant-garde, prendre position à Limeil et plaça des avant-postes dans les premières maison de Mesly ainsi que dans les fermes de l'Hôpital et de la Tour. C'est là qu'elle se heurta à la brigade Daudel, de la division d'Exéa du 13e corps, qui de son côté arrivait à Mesly.
Le général Vinoy ayant appris que des denrées accumulées au château de Piple, près de Boissy-Saint-Léger, n'étaient pas encore rentrées dans la place de Paris, avait songé à aller les chercher et à se renseigner en même temps sur les mouvements de l'ennemi qui s'approchait. En conséquence, il avait envoyé dans cette direction la division d'Exéa, avec le 1er régiment de chasseurs à cheval et quatre batteries, dont une de mitrailleuses, dont le mouvement consistait à gagner le village de Créteil puis celui de Boissy-Saint-Léger.

## Ordre de bataille
Forces françaises
- 7e régiment de marche, formé du 4e bataillon des 20e, 22e et 25e régiments d'infanterie de ligne qui eut 2 officiers blessés[2].
- 1er, 4e, 5e et 6e escadrons du 1er régiment de chasseurs à cheval qui eut 1 officier blessé.

## Le combat
La colonne atteignit Créteil sans difficulté, n'ayant rencontré sur son chemin qu'une bande de maraudeurs français, armés, qui cherchaient à s'emparer d'une ferme et que la cavalerie avait dispersée à coup de plat de sabre. Le gros village de Créteil était absolument vide et abandonné de ses 2 500 habitants le village ayant été traversé le matin par des uhlans.
La colonne française dépassa Créteil puis, longeant la Marne et les murs du parc de Bonneuil, arriva à un carrefour situé à proximité d'un bois où étaient dissimulés des cavaliers ennemis. Comme on apercevait au loin les colonnes allemandes fortes d'environ 6 000 hommes, longeant les hauteurs de Limeil, la brigade Daudel fut dirigée avec précaution vers la colline de Montmesly, tandis que la brigade Mattat restait en réserve à Créteil. Le régiment des chasseurs s'établit sur la route de Boissy-Saint-Léger, au nord de Bonneuil-sur-Marne, et l'artillerie se plaça en partie face au nord et en partie face à l'est.
Il était un peu plus de deux heures quand celle-ci ouvrit son feu, auquel répondit sur le champ une batterie du Ve corps allemand, postée près de Valenton, puis une autre arrivée au nord-est de Limeil.
Soutenues par ces feux, 9 compagnies prussiennes lancèrent alors contre Montmesly un mouvement enveloppant que les soldats français accueillirent fermement. L'exemple donné par les généraux d'Exéa et Daudel qui restèrent constamment à cheval au milieu des tirailleurs, triompha de leur premier malaise, et avec l'appui des mitrailleuses, ils purent tenir leurs adversaires en respect.

## Bilan
Mais le général Vinoy, présent sur le lieu de l'action, apercevait distinctement de grosses colonnes ennemies qui défilaient vers le sud. Jugeant que l'opération sur le château de Piple n'était plus possible, que sa reconnaissance offensive l'avait suffisamment renseigné, et que tenir plus longtemps serait exposer ses troupes à être enveloppées, il donna le signal de la retraite et se replia sur Créteil.

Malgré une légère panique, le mouvement s'exécuta dans de bonnes conditions et, à 5 heures du soir, la division d'Exéa regagnait ses bivouacs dans le bois de Vincennes ayant 57 hommes hors de combat.

L'ennemi avait, de son côté subi une perte équivalente.
L'émotion causée dans Paris par cette première escarmouche ne dura que quelques heures.
Mais les gardes nationaux qui montaient la garde sur les remparts de l'Est, ne parvinrent pas à calmer aussi vite la surexcitation produite par eux par l'odeur de la poudre, qu'ils n'avaient respirée cependant que de fort loin. Ils accueillirent les soldats de la brigade Daudel par une fusillade qui atteignit 3 hommes, et pendant toute la nuit tiraillèrent au hasard. On ne trouva d'autre moyen, pour avoir raison de ces forcenés que de leur retirer leurs cartouches. Un pareil début n'était guère rassurant.

## Sources, notes et références
1. ↑  La division d'Exéa était campée dans le bois de Vincennes.
2. ↑  État nominatif, par affaires et par corps, des officiers tués du 15 septembre 1870 au 12 février 1871 d'Aristide Martinien.
3. 1 2  Siège de Paris par le général Vinoy, page 136.
4. ↑  Siège de Paris, opérations du 13e corps et de la 3e armée par le général Vinoy page 137.